# Edifici del Banc d'Espanya a Alacant
La sucursal del Banc d'Espanya a Alacant és un edifici neoclàssic construït per l'arquitecte espanyol José Yarnoz Larrosa en 1947.
La sucursal inicia les seues operacions el 22 d'agost de 1858, dos anys després d'establir-se un sistema de pluralitat de bancs d'emissió. La primera seu se situa a la casa del Passatge d'Amerigo, al carrer de la Princesa, hui d'Altamira. Aquestes instal·lacions es lloguen per 30.000 rals anuals.
El segon domicili de la sucursal, ja en règim de propietat, és a La Rambla, cantonada a la plaça del Portal d'Elx, que s'uneix més tard amb el contigu edifici del carrer Bilbao número 1.

## Seu actual
La tercera i actual seu es va construir al solar on se situava el convent de les Caputxines a La Rambla número 31 i va ser inaugurada el 27 de juny de 1947. L'edifici actual de la sucursal d'Alacant, d'estil casticista, es projecta en els últims mesos de la II República Espanyola, encara que no comença la seua construcció fins a 1943, finalitzada la Guerra Civil. Les obres acaben en 1945, però es demorant la seua inauguració fins al 27 de juny de 1947.
En aquesta obra de l'arquitecte del Banc d'Espanya, José Yarnoz Larrosa, se citen les més genuïnes regles de composició acadèmica, revestides amb els elements de l'estil clàssic: ordres jònics i corintis posats en escena, amb pedra que destaca sobre panys de rajola roja. L'edifici està tancat en la seua part posterior per un jardí harmonitzat amb el volum principal. La resolució de l'edifici com un compacte volum exterior no dona pistes del gran buit amb il·luminació zenital que presenta el pati d'operacions, cobert per una gran lluerna d'estil modernista al que aboquen els buits de les plantes altes. Al centre de la vidriera destaca un gran escut franquista de l'Espanya dels quaranta que es reflecteix, al pas de la llum natural, a la sala principal. En altres edificis públics s'han retirat aquest tipus de vidrieres, les quals van ser traslladades a museus i reemplaçades per l'escut actual. En altres casos s'ha decidit preservar-los per formar part del valor arquitectònic de l'edifici i de la seua identitat històrica.
En 2010 es va concloure l'ampliació d'obra nova, consistent en garatge per a vehicles blindats i ampliació d'oficines. L'ampliació, vista des del carrer de Bailén, de l'arquitecte Vicente Manuel Vidal Vidal, manté exteriorment la forma pètria de tot el sòcol, per al qual s'ha emprat pedra Almorquí i utilitzat un mur compost i continu amb para-sols, així com un sistema de brànquies d'acord amb el tancament del jardí.
Aquest estil de construcció es repeteix almenys a un altre edifici del Banc d'Espanya, a la seua seu d'Albacete, on també hi trobem la lluerna amb l'escut espanyol. L'edifici, que hui es troba en desús, va ser construït en 1935 i guarda gran similitud formal amb l'alacantí.

## Serveis
La sucursal del Banc d'Espanya a Alacant opera amb entitats de crèdit, i ofereix els següents serveis al públic:
- Operacions de bescanvi de pessetes per euros.
- Recollida de bitllets i monedes falsos.
- Bescanvi de bitllets deteriorats.
- Subscripció de deute públic.
- Sol·licitud d'informació de la Central d'Informació de Riscos (CIR).
- Presentació, davant el Departament de Conducta de Mercat i Reclamacions, de queixes i consultes relatives als serveis bancaris que presten les entitats de crèdit.